# Flüssigchromatographie
Die Flüssigchromatographie, in der Standardsprache auch Flüssigchromatografie (engl.: liquid chromatography; abgekürzt LC) ist als Spezialgebiet der Chromatographie eine physikalische Trennmethode. Als mobile Phase dient eine Flüssigkeit. Sie kann entweder in einer Säule oder einer Ebene erfolgen. Moderne Methoden zeichnen sich hierbei durch sehr kleine Partikelgrößen und hohe Einstromdrücke aus.
Man unterscheidet:
- Papierchromatographie,
- Dünnschichtchromatographie (DC) und
- Säulenchromatographie
  - Niederdruckflüssigkeitschromatographie und
  - Hochleistungsflüssigkeitschromatographie (HPLC)
  - Ionenaustauschchromatographie (IC)
  - Gel-Permeations-Chromatographie (GPC)
  - Superkritische Flüssigchromatographie (SFC)
- Feld-Fluss-Fraktionierung (FFF)
  - Fluss-Feldflussfraktionierung
    - Symmetrischer-Fluss-Feldflussfraktionierung (SF4)
    - Asymmetrischer-Fluss-Feldflussfraktionierung (AF4)

  - Elektrische Feldflussfraktionierung
  - Gravitations-Feldflussfraktionierung

Dabei unterscheidet man offene Systeme (z. B. Dünnschichtchromatographie, Papierchromatographie), wobei die stationäre Phase herausgenommen und direkt untersucht werden kann, und geschlossene Systeme (z. B. Säulenchromatographie, HPLC). Bei geschlossenen Systemen werden die Substanzen nach Elution mit einem Lösungsmittel isoliert oder mit einem Detektor angezeigt.
Ob diese Trennmethode zur Trennung eines Substanzgemisches eingesetzt werden kann, hängt vor allem davon ab, ob alle Substanzen des Gemisches in der mobilen Phase gelöst werden können und ob es eine stationäre Phase gibt, die eine ausreichende Selektivität zwischen den Substanzen aufweist. Durch Elution oder Kapillarwirkung des Lösungsmittels kommt es durch die stationäre Phase zu einem Sortierprozess entsprechend den Moleküleigenschaften. Durch das nachlaufende Lösungsmittel bilden sich Substanzzonen aus, die am unteren Rohrausgang aufgefangen werden können.
Als stationäre Phasen kommen häufig modifizierte und nicht modifizierte Silikagele (auch Kieselgele genannt) und Polymere, z. B. Styrol-Divinylbenzol-Copolymere (auch Polystyrol-Divinylbenzol-Copolymere, PS/DVB), zum Einsatz.
In der Feld-Fluss-Fraktionierung werden verschiedene Trennfelder (Flussfelder, thermische Felder etc.) als stationäre Phase eingesetzt.